# SKLH Benešov
SKLH Benešov (celým názvem: Sportovní klub ledního hokeje Benešov) byl český klub ledního hokeje, který sídlil ve městě Benešov ve Středočeském kraji. Zanikl v roce 2007 po fúzi s HC Benešov ve všech kategoriích. Největším úspěchem klubu byla čtyřletá účast v Krajském přeboru, čtvrté nejvyšší soutěži ledního hokeje v České republice.
Své domácí zápasy odehrával na zimním stadionu Benešov s kapacitou 2 500 diváků.

## Přehled ligové účasti
Stručný přehled
Zdroj: 
- 1999–2000: Středočeský krajský přebor (4. ligová úroveň v České republice)
- 2003–2007: Středočeský krajský přebor (4. ligová úroveň v České republice)

Jednotlivé ročníky
Zdroj: 
Legenda: ZČ - základní část, červené podbarvení - sestup, zelené podbarvení - postup, fialové podbarvení - reorganizace, změna skupiny či soutěže
| Česko (2003 – 2007) |                            |           |          |                                       |          |
| Sezóny              | Soutěž                     | Úroveň    | ZČ       | Play-off, nadstavba, sk. o udržení... | Poznámky |
| 1999/00             | Středočeský krajský přebor | 4. úroveň | 1. místo | Baráž o 2. ligu (prohra v 1. kole)    |          |
| ...                 |                            |           |          |                                       |          |
| 2003/04             | Středočeský krajský přebor | 4. úroveň | 5. místo |                                       |          |
| 2004/05             | Středočeský krajský přebor | 4. úroveň | 2. místo |                                       |          |
| 2005/06             | Středočeský krajský přebor | 4. úroveň | 2. místo |                                       |          |
| 2006/07             | Středočeský krajský přebor | 4. úroveň | 8. místo | Čtvrtfinále                           |          |